# National Museum of Puerto Rican Arts and Culture
El National Museum of Puerto Rican Arts and Culture (Museu Nacional d'Arts i Cultura de Puerto Rico, anteriorment Institute of Puerto Rican Arts and Culture) és un museu de Chicago dedicat a interpretar les arts i cultura dels porto-riquenys. Fundat el 2001, està ubicat en el historic parc Humboldt, a prop del Paseo Boricua. Realitza exposicions d'arts visuals amb treballs d'Osvaldo Budet, Elizam Escobar, Antonio Martorell, Ramon Frade Leon i Lizette Cruz, a més de artistes locals de Chicago o altres porto-riqueys. L'Institut també patrocina esdeveniments musicals com el Navi-Jazz, una "fusió d'elements musicals porto-riquenys i afroamericans."
L'Institut és una organització sense ànim de lucre patrocinada parcialment pel museu del Districte del Parc de Chicago.
El complex de museu i el Parc (anomenat per Alexander von Humboldt) va ser afegit al Registre Nacional de Llocs Historics el 1991. L'edifici va ser designat un lloc històric de Chicago el 2008. Els estables i refugi van ser construïts per Fromman & Jebsen el 1895 com a part del desenvolupament del parc.